# David Parker
David Parker (Reino Unido, 18 de febrero de 1959-25 de mayo de 2010) fue un nadador británico especializado en pruebas de estilo libre larga distancia, donde consiguió ser medallista de bronce mundial en 1975 en los 1500 metros estilo libre.

## Carrera deportiva
En el Campeonato Mundial de Natación de 1975 celebrado en Cali (Colombia), ganó la medalla de bronce en los 1500 metros estilo libre, con un tiempo de 15:58.221 segundos, tras el estadounidense Tim Shaw (oro con 15:28.92 segundos) y Brian Goodell (plata con 15:39.00 segundos).